# Luca Harrington
Luca Harrington (Wānaka, 19 febbraio 2004) è uno sciatore freestyle neozelandese, specializzato in slopestyle e big air.

## Biografia
Attivo in gare FIS dal 2018 e specializzato in big air e slopestyle, Harrington ha esordito in Coppa del Mondo il 7 settembre 2019, classificandosi 21º nell’halfpipe di Cardrona vinto dallo statunitense Birk Irving. Il 24 marzo 2024 ha ottenuto il suo primo podio nel massimo circuito, concludendo in 3ª posizione lo slopestyle di Silvaplana vinto dallo svizzero Andri Ragettli. Il 4 gennaio 2025 ha vinto la sua prima gara, imponendosi nel big air di Klagenfurt am Wörthersee. Nella stagione 2024-2025 ha vinto la Coppa del Mondo di big air. Ai Campionati Mondiali di Engadina 2025 si laurea campione nel big air.

## Palmarès

### Mondiali
- 1 medaglia:
  - 1 oro (big air a Engadina 2025)

### Winter X Games
- 2 medaglie:
  - 1 oro (slopestyle ad Aspen 2025)
  - 1 argento (big air ad Aspen 2025)

### Mondiali juniores
- 1 medaglia:
  - 1 argento (big air a Leysin 2022)

### Coppa del Mondo
- Miglior piazzamento nella Coppa del Mondo generale di freestyle: 2º nel 2025
- Vincitore della Coppa del Mondo di big air nel 2025
- 6 podi:
  - 2 vittorie
  - 2 secondi posti
  - 2 terzi posti

#### Coppa del Mondo - vittorie
| Data            | Luogo                    | Paese   | Disciplina |
| --------------- | ------------------------ | ------- | ---------- |
| 4 gennaio 2025  | Klagenfurt am Wörthersee | Austria | BA         |
| 10 gennaio 2025 | Kreischberg              | Austria | BA         |

Legenda:

BA = Big air